# Awata no Mahito
Awata no Mahito (粟 田 真人, - 28 de fevereiro de 719) era um nobre japonês do final do Período Asuka e  início do Período Nara.

## Vida
O Clã Awata, no qual Mahito nasceu, descendia do Clã Wani (和 珥 氏) e do Clã Kasuga (春日 氏) e era baseada na Província de Yamashiro. 
Em 681, Mahito foi nomeado shōkin-ge (小錦下, , oficial de quinto escalão júnior) o mais baixo do sistema de classificação Ritsuryō. Com o estabelecimento do Sistema Yakusa no Kabane em 684, ele ganhou o título de Ason. Em 689, ele se tornou vice-governador do Dazaifu. Lá Mahito desenvolveu a experiência de receber convidados de honra de outros países. Participou do planejamento do Código Taihō juntamente com o Príncipe Osakabe e Fujiwara no Fuhito, e em 701 foi promovido a chefe do Ministério de Assuntos Populares. Mahito também foi nomeado como chefe diplomata para missão a China da Dinastia Tang, recebendo uma espada cerimonial settō (節 刀) do Imperador Tenmu como um símbolo de seu comando.  Este foi o primeiro exemplo de tal espada sendo concedida, e a ação seria repetida para outros embaixadores à Tang e para generais importantes .
Em meados de 702 Mahito foi promovido a sangi, e um mês depois partiu para a China, acompanhado por Yamanoue no Okura e o monge Dōji (道 慈) levaram com eles uma cópia do Código Taihō. Esta foi a primeira missão diplomática japonesa completa à China desde que os dois impérios se confrontaram na Batalha de Baekgang. Além de restaurar as relações, a missão também permitiu a manutenção contínua de Ritsuryō e ofereceu uma oportunidade para a China mudasse em seus documentos o nome do Japão de Yamato (倭) para Nihon (日本). A embaixada chegou em Chang'an no ano seguinte, os enviados tiveram uma audiência com a Imperatriz Consorte Wu. Os chineses avaliaram Mahito como um homem equilibrado e elegante, um estudioso que tinha fluência nos clássicos chineses, recebendo uma posição temporária no governo da Imperatriz.  
Em 704, a missão retornou ao Japão, vieram com os embaixadores ex-prisioneiros japoneses que haviam se tornado prisioneiros de guerra desde a Batalha de Baekgang. Mahito após a volta foi recompensado com terras na província de Yamato. Foi prontamente promovido a chūnagon. E para por em prática o conhecimento e ganho na China iniciou o planejamento do que será chamado Reforma Keiun do Ritsuryō. 
Mahito ocupou outras posições, inclusive sendo governador do Dazaifu,  antes de ser promovido a  Sho san mi (正三位, Ministro de terceiro escalão) em 715, e morrer em 719.